# أيام قرطاج الموسيقية
أيام قرطاج الموسيقية هو مهرجان موسيقي ينتظم مرة كل سنتين تحت إشراف وزارة الثقافة والمحافظة على التراث التونسية، تفتتح الدورة الأولى لأيام قرطاج الموسيقية يوم 18 ديسمبر 2010 وتستمر إلى يوم 25 منه. وقد جاءت هذه الأيام لتحل محل مهرجان الأغنية التونسية الذي تأسس عام 1986 والذي تحول عام 2005 إلى مهرجان الموسيقى التونسية ، وبهذا تندرج أيام قرطاج الموسيقية ضمن حلقة في سلسلة تظاهرات فنية كبرى تضم كذلك أيام قرطاج السينمائية التي انطلقت عام 1966 وأيام قرطاج المسرحية التي انطلقت عام 1983. 

شعار أيام قرطاج الموسيقية

## الجانب التنظيمي
تشرف على أيام قرطاج الموسيقية وزارة الثقافة والمحافظة على التراث التونسية، وقد أسندت إدارة دورتها الأولى لعام 2010 إلى الموسيقار كمال الفرجاني ، الذي يقود التخت الموسيقي التونسي.

## البرنامج
يتضمن برنامج الدورة الأولى لأيام قرطاج الموسيقية ثلاث مسابقات واحدة للأغاني وأخرى للمعزوفات وثالثة للعزف المنفرد على آلة العود، وتبلغ قيمة التانيت الذهبي لمسابقة الأغاني 30 ألف دينار والتانيت الفضي 21 ألف دينار، أما التانيت الذهبي لمسابقتي المعزوفات والعزف المنفرد فتبلغ قيمته 10 آلاف دينار لكل منهما، و7500 دينار للتانيت الفضي لكل منهما أيضا ، وهذه المسابقات مفتوحة للفنانين الحاملين لجنسية أحد البلدان المغاربية من شعراء ومؤلفين موسيقيين وملحنين ومطربين وموزعين ، وبذلك فإن هذه الأيام تسجل انفتاحا باتجاه البلدان المغاربية.
وفضلا عن المسابقات تشهد أيام قرطاج الموسيقية تنظيم سهرات فنية خارج المسابقة ، إلى جانب ما ينتظم خلالها من ندوات علمية ومعسكرات وورشات عمل مختصة في المجال الموسيقي وأنشطة فرعية متنوعة ، وخلافا للمسابقات فسيشارك في هذه التظاهرات فنانون من بقية البلدان العربية ومن العالم 

شعار الدورة الأولى لأيام قرطاج الموسيقية

## الدورة الأولى 2010
- الإطار الزماني: انتظمت الدورة الأولى لأيام قرطاج السينمائية فيما بين 18 و25 ديسمبر 2010.
- الإطار المكاني: توزعت فقرات أيام قرطاج الموسيقية على الفضاءات التالية: المسرح البلدي بتونس وقاعة الفن الرابع وقاعة ابن رسيق والمركز الثقافي والشبابي بالمنزه السادس.
- السهرات: انتظمت خلال الأيام الموسيقية ثلاث سهرات لمسابقة الأغاني والمعزوفات، وقد رافقت السهرات فرقة موسيقية بقيادة عبد الحكيم بلقايد، وشارك في هذه السهرات 22 بين مغنين ومغنيات يتوزعون على البلدان التالية:[6]

1. تونس: 16 بينهم: محمد دحلاب وغازي العيادي وشكري بوزيان ومحمد الجبالي...
2. الجزائر: 2 هما: جميلة فاتن وعبدو درياسة
3. المغرب: 2 هما: محمد العنبري وفاتن هلال
4. ليبيا: 1 هو: عبد الله الأسود
5. موريتانيا: 1 هي: منى بنت دندني

أما المعزوفات المشاركة في المسابقة فعددها: سبع معزوفات من تأليف فريد بن عمر ومحمد رزق الله وعطيل معاوي وبشير الغربي ومنير الغضاب وإبراهيم محمد عمر ومحمد الفاضل بوبكر.
وبلغ عدد المشاركين في مسابقة العزف المنفرد 29 يتوزعون كما يلي: 14 من تونس، والبقية من البلدان العربية التالية: الأردن، البحرين، سلطنة عمان، سوريا، العراق، قطر، لبنان، ليبيا 
- تكريم: شهد حفل الافتتاح لأيام قرطاج الموسيقية تكريم عدد من الفنانين، وهم على التوالي: المطربة نعمة والملحن محمد رضا والشاعر الغنائي رضا الخويني. وفي اليوم الأخير تم تكريم العازف الناصر زغندة والباحث الموسيقي محمود قطاط من تونس، والمطرب عبد الوهاب الدكالي من المغرب، ولبابة بنت الميداح من موريتانيا، وعلي الكيلاني من ليبيا ورابح درياسة من الجزائر، وشريفة فاضل من مصر.
- البلدان المشاركة: شهدت أيام قرطاج الموسيقية مشاركة فنانين وفرق من البلدان التالية: تونس والجزائر وليبيا والمغرب وموريتانيا وقطر وسوريا ومالي وإيطاليا وتركيا والعراق وفرنسا.[6]
- الجــــــوائــــز : تم الإعلان عن نتائج المسابقات، فكانت كالتالي:[8][9]
  - مسابقة الأغاني:

1. التانيت الذهبي: أغنية «التصويرة»، أداء: محمد دحلاب؛ كلمات: المولدي حسين ؛ ألحان: الطاهر القيزاني
2. التانيت الفضي: أغنية «أنت مرادي» التي ادتها المطربة المغربية فاتن هلال وهي من كلمات وألحان مواطنها علي الصالحي.

- - مسابقة المعزوفات:

1. التانيت الذهبي: «سماعي درر» للمؤلف التونسي فريد بن عمر.
2. التانيت الفضي: «الكاهنة» للتونسي عطيل معاوي.

- -  مسابقة العزف المنفرد:

1. التانيت الذهبي: مناصفة بين العراقي يوسف عباس حسن والتونسي بشير الغربي.
2. التانيت الفضي: السوريان مهند نصر وكنان ادناوي.

## وصلة خارجية
- موقع أيام قرطاج الموسيقية.

## إشارات مرجعية
1. 1 2  موقع قرطاج الموسيقية نسخة محفوظة 24 يوليو 2010 على موقع واي باك مشين.
2. ↑  أيام قرطاج الموسيقية: مهرجان للإبداع الموسيقي مفتوح للمشاركة العربية نسخة محفوظة 26 يناير 2020 على موقع واي باك مشين.
3. 1 2  أيام قرطاج الموسيقية نسخة محفوظة 30 نوفمبر 2010 على موقع واي باك مشين.
4. ↑  النظام الخاص بالمشاركة في مسابقتي الأغاني والمعزوفات نسخة محفوظة 25 ديسمبر 2010 على موقع واي باك مشين.
5. ↑  http://www.alarabonline.org/tunisiatoday/display.asp?fname=2010\09\09-21\442.htm&dismode=x&ts=21-9-2010%2013:24:19%5Bوصلة+مكسورة%5D أيام قرطاج الموسيقية.. انفتاح تونسي على موسيقات المغرب العربي الكبير
6. 1 2 3   مطوية أيام قرطاج الموسيقية
7. ↑  أصغر المتبارين في مسابقة  العود [وصلة مكسورة] نسخة محفوظة 27 يناير 2011 على موقع واي باك مشين.
8. ↑  اغنية "التصويرة" التونسية تحصل على التانيت الذهبي لايام قرطاج الموسيقية
9. ↑  التانيت الذهبي لايام قرطاج الموسيقية نسخة محفوظة 04 مارس 2016 على موقع واي باك مشين.